# Juventina Napoleão
Juventina Napoleão (ur. 22 grudnia 1988 roku w Assalaino) – lekkoatletka z Timoru Wschodniego specjalizująca się w biegach maratońskich, uczestniczka Letnich Igrzysk Olimpijskich 2012.
Zawodniczka wystąpiła w biegu maratońskim na igrzyskach w Londynie w 2012 roku, gdzie zajęła 106. miejsce z czasem 3:05:07.